# Vârciorog
Vârciorog est une commune roumaine du județ de Bihor, en Transylvanie, dans la région historique de la Crișana et dans la région de développement Nord-Ouest.

## Géographie
La commune de Vârciorog est située dans le centre-est du județ, dans les Monts Pădurea Craiului, à 18 km au sud-est de Tileagd et à 41 km à l'est d'Oradea, le chef-lieu du județ.
La municipalité est composée des quatre villages suivants, nom hongrois, (population en 2002) :
- Fâșca, Várfancsika (515) ;
- Surducel, Kisszurdok (27 ) ;
- Șerghiș, Serges (608 ) ;
- Vârciorog, Vércsorog (1 197), siège de la commune.

## Histoire
La première mention écrite du village de Vârciorog date de 1492.
La commune, qui appartenait au royaume de Hongrie, en a donc suivi l'histoire.
Après le compromis de 1867 entre Autrichiens et Hongrois de l'empire d'Autriche, la principauté de Transylvanie disparaît et, en 1876, le royaume de Hongrie est partagé en comitats. Vârciorog intègre le comitat de Bihar (Bihar vármegye).
À la fin de la Première Guerre mondiale, l'Empire austro-hongrois disparaît et la commune rejoint la Grande Roumanie au traité de Trianon.
En 1940, à la suite du deuxième arbitrage de Vienne, elle est annexée par la Hongrie jusqu'en 1944. Elle réintègre la Roumanie après la Seconde Guerre mondiale au traité de Paris en 1947.

## Politique
| Période                                  | Période  | Identité       | Étiquette | Qualité |
| ---------------------------------------- | -------- | -------------- | --------- | ------- |
| Les données manquantes sont à compléter. |          |                |           |         |
| 2004                                     | En cours | Vasile Cociuba | PNL       |         |

| Parti | Parti                        | Sièges |
| ----- | ---------------------------- | ------ |
|       | Parti national libéral (PNL) | 9      |
|       | Parti social-démocrate (PSD) | 1      |
|       | Parti Roumanie unie          | 1      |

## Religions
En 2002, la composition religieuse de la commune était la suivante :
- Chrétiens orthodoxes, 85,04 % ;
- Pentecôtistes, 12,86 % ;
- Baptistes, 1,83 %.

## Démographie
En 1910, à l'époque austro-hongroise, la commune comptait 2 221 Roumains (93,91 %), 97 Hongrois (4,10 %) et 21 Slovaques (0,89 %).
En 1930, on dénombrait 2 732 Roumains (97,30 %), 35 Hongrois (1,24 %), 11 Juifs (0,39 %) et 24 Roms (0,85 %).
En 2002, la commune comptait 2 345 Roumains (99,91 %) et 2 Hongrois (0,09 %). On comptait à cette date 1 174 ménages et 958 logements.
| 1880  | 1890  | 1900  | 1910  | 1920  | 1930  | 1941  | 1956  | 1966  |
| ----- | ----- | ----- | ----- | ----- | ----- | ----- | ----- | ----- |
| 1 534 | 1 934 | 2 075 | 2 365 | 2 592 | 2 813 | 3 214 | 3 107 | 3 255 |

| 1977  | 1992  | 2002  | 2007  | - | - | - | - | - |
| ----- | ----- | ----- | ----- | - | - | - | - | - |
| 2 969 | 2 613 | 2 347 | 2 286 | - | - | - | - | - |

## Économie
L'économie de la commune repose sur l'agriculture, l'élevage et la transformation du bois.

## Communications

### Routes
Vârciorog est située sur la route régionale DJ767 qui mène vers Tilecuș et Tileagd au nord-ouest et Dobrești Hidișelu de Sus et Sâmbăta au sud-est.

## Lieux et monuments

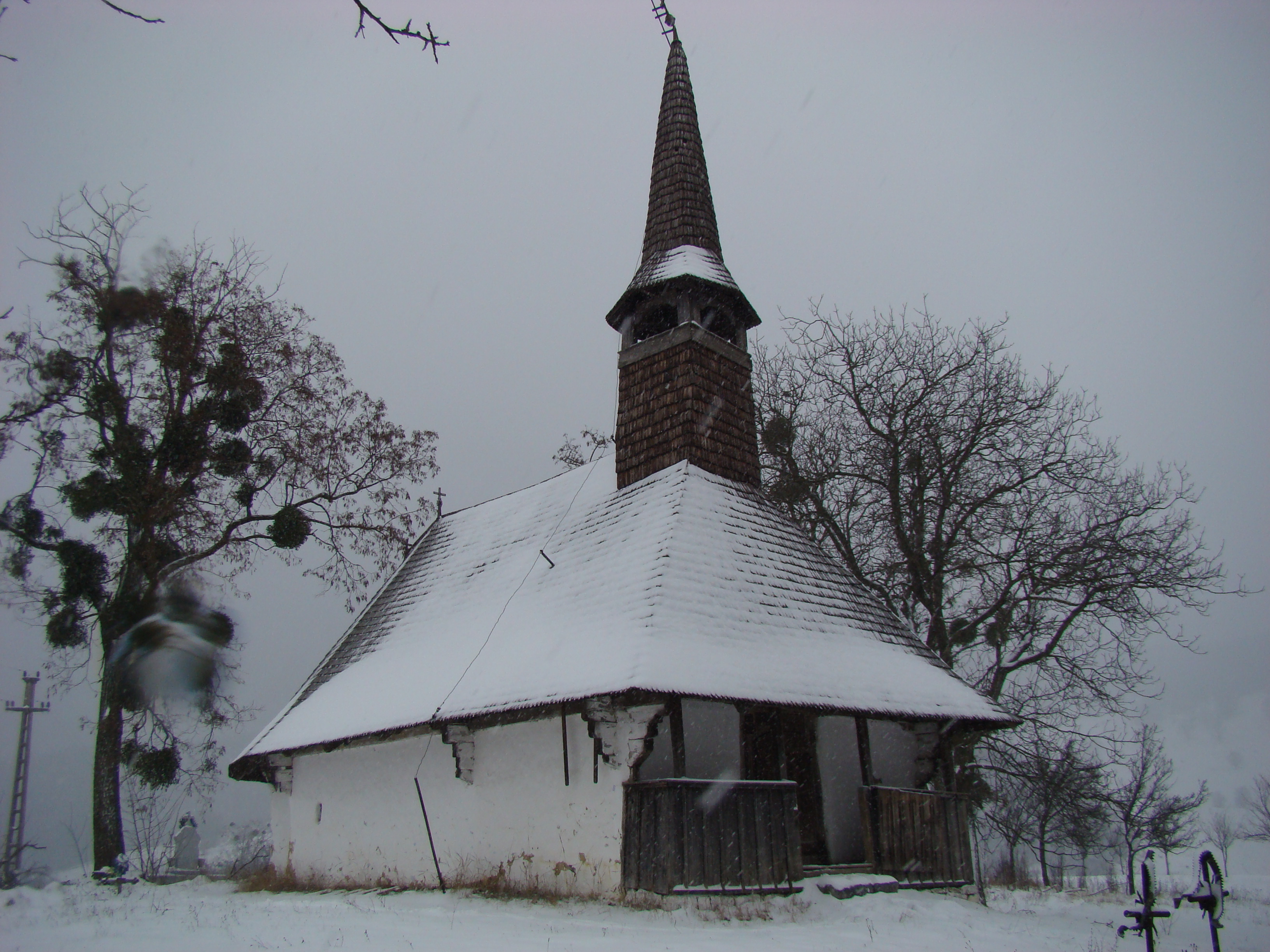
L'église de Fârșa

- Vârciorog, église orthodoxe en bois des Saints Archanges datant de 1880, classée monument historique[6] ;
- Fâșca, église orthodoxe en bois des Sts Archanges datant de 1720, classée monument historique[6].